# Centro storico di Treviglio
Il centro storico di Treviglio è la zona che attualmente è compresa nella circonvallazione interna dell'omonimo comune italiano della provincia di Bergamo, in Lombardia. In passato questa circonvallazione non esisteva perché al suo posto c'era il fossato del borgo, che tuttavia scorre ancora sotto di essa.
Il centro storico è capoluogo dell'omonimo comune, che include le frazioni di Battaglie, Castel Cerreto, Geromina e Pezzoli.
Il centro storico di Treviglio di forma ortogonale e caratterizzato ancora oggi dalla centuriazione romana, è uno dei più antichi della Gera d'Adda.

## Storia

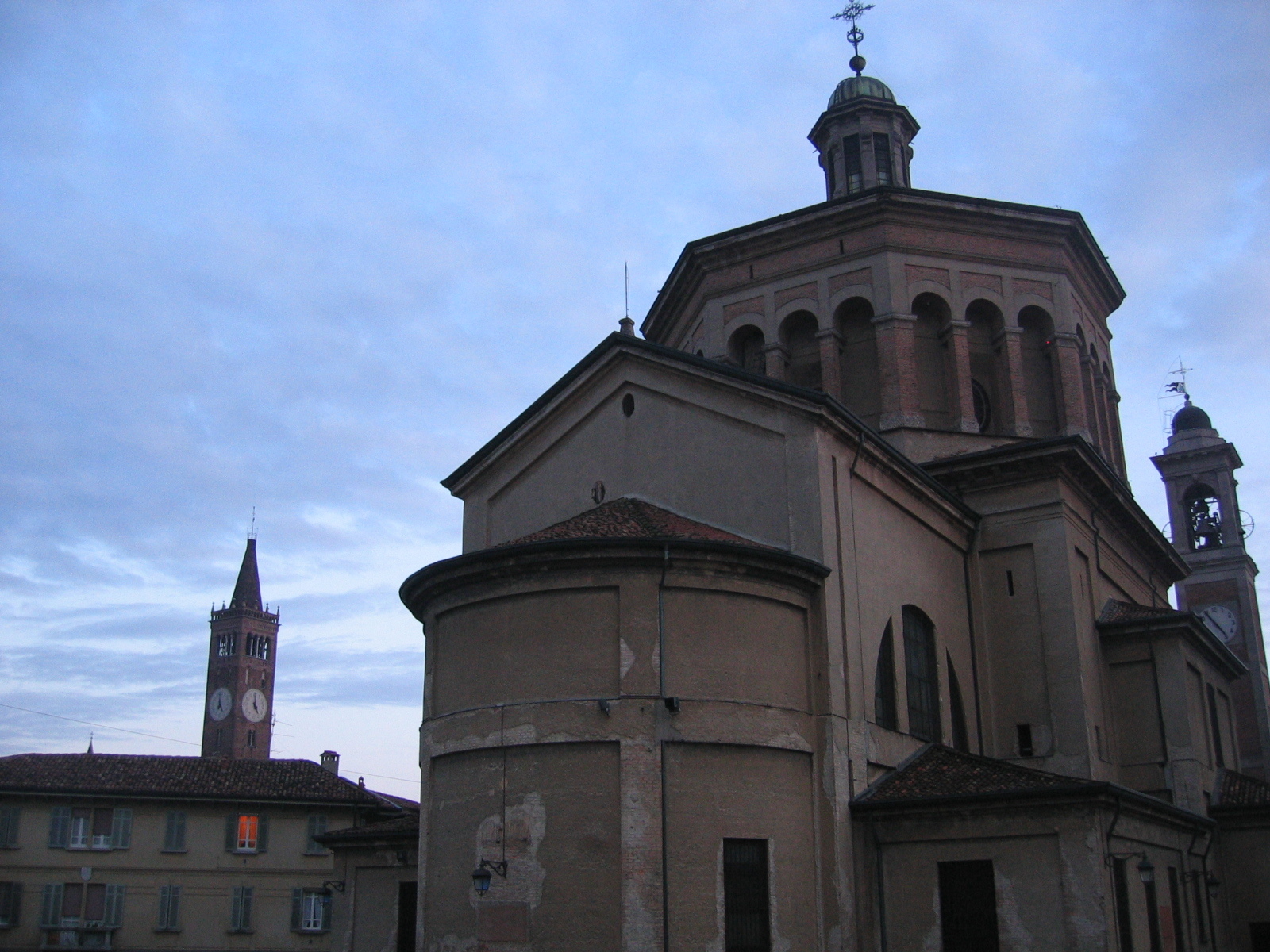
Il Santuario a destra e il campanile a sinistra.

Anticamente al posto della circonvallazione c'era il triplice fossato con avvallamenti lungo il perimetro difensivo costituito dalle mura del borgo, collegato all'esterno mediante quattro ponti levatoi posti alle quattro porte d'accesso alla città. Tali porte, orientate in direzione Nord "Zelute" poi chiamata "Zeduro", Ovest "Torre", Sud "Filagno" e Est "Oriano" o "Porta nuova", si aprivano alla mattina e si chiudevano alla sera quando faceva buio per proteggere la città.
Va inoltre segnalata una porta che, posta in fondo a via Sangalli, fu chiusa con l'apertura di Porta Nuova e venne denominata quindi "Porta Stoppa". Via Sangalli tuttavia non confluisce direttamente nella piazza principale, ma in Via Verga.
All'interno presenta le 4 vie principali delle porte che portano alla piazza comunale principale (l'attuale piazza Manara), ai piedi del Campanile di Treviglio e un complesso reticolato di vicoli che avevano la funzione di far perdere l'orientamento al nemico; da qui deriva il fatto che tali veicoli, assieme alle vie principali sono incurvati in più punti, non permettendo di vedere interamente le singole vie.
Nel corso del 1700 le mura della città furono vendute e il fossato fu nel corso degli anni coperto e asfaltato, diventando la moderna circonvallazione interna di Treviglio. Il fosso che portava l'acqua del Brembo al fossato è ancora ben visibile in molte vie tra le quali la via vicino alla porta nord intitolata a Felice Cavallotti. Gli ultimi residui di mura sono stati eliminati ad inizio 1900. 

## Struttura interna
La conformazione del centro storico ha un andamento ortogonale a causa della centuriazione romana. Il primo nucleo difensivo, denominato castrum vetus sorgeva nelle attuali piazza Manara, piazza Garibaldi e via Galliari ed era circondato da un fossato, il cui ingresso era posto in corrispondenza dell'attuale vicolo teatro. In seguito esso è stato circondato da un secondo ordine di mura e da un triplice fossato che sorgeva al posto dell'attuale circonvallazione interna che lo ha semplicemente coperto.
Vi erano inoltre quattro torri poste alle quattro porte poste in direzione dei quattro punti cardinali nelle attuali vie Roma, Galliari, Verga e San Martino. Le vie del centro storico hanno mantenuto la fisionomia medioevale ed è proprio per questa ragione che non sono mai completamente dritte, ma leggermente incurvate al fine di disorientare i nemici. Ciò diventa più difficile con la costruzione del campanile che consente di giungere sino alla piazza principale prendendolo come riferimento.